# Pusillimonas minor
Pusillimonas minor es una bacteria gramnegativa del género Pusillimonas. Fue descrita en el año 2022. Su etimología hace referencia a colonias pequeñas. Es aerobia y móvil. Forma colonias de color blanco pálido. Temperatura de crecimiento entre 15-37 °C, óptima de 30 °C. Tiene un genoma de 3,2 Mpb y un contenido de G+C de 54,3%. Se ha aislado de lodo activado en China. 